# 克里斯蒂安桑
克里斯蒂安桑位于挪威南部斯卡格拉克海峡沿岸，位于阿格德尔郡内。
克里斯蒂安桑由丹麦与挪威国王克里斯蒂安四世于1641年创建。

## 名人
- 比约恩斯彻纳·比约恩松：作家、诺贝尔文学奖获得者
- 梅特·玛丽特王太子妃
- 延斯·比约内伯：画家、剧作家、评论家、小说家
- 安德烈亚斯·托基尔德森：奥运会标枪项目金牌获得主

## 友好城市
- 法國 奥尔良
- 波蘭 格丁尼亚
- 芬兰 凯拉瓦
- 英格兰 莱奇沃思
- 德国 明斯特
- 拉杰沙希市
- 冰島 雷恰内斯拜尔
- 瑞典 特罗尔海坦市
- 纳米比亚 鲸湾港